# Liste der National Natural Landmarks in Arkansas
Dies ist eine Liste der National Natural Landmarks in Arkansas. In Arkansas gibt es fünf als National Natural Landmark ausgewiesene Objekte (Stand 2020). Sie wurden zwischen 1972 und 1976 begründet und umfassen Flächen zwischen etwa 11 Hektar und 26 Quadratkilometern.

## Liste
|   | Name                                 | Bild | Eintragung | Ort                              | County      | Landbesitzer | Beschreibung                                                                                    |
| - | ------------------------------------ | ---- | ---------- | -------------------------------- | ----------- | ------------ | ----------------------------------------------------------------------------------------------- |
| 1 | Big Lake Natural Area                |      | 1974       | 35° 54′ 48,6″ N, 90° 7′ 3,4″ W   | Mississippi | Bund         | Waldgebiet innerhalb des Big Lake National Wildlife Refuge.                                     |
| 2 | Lake Winona Research Natural Area    |      | 1976       | 34° 42′ 36,7″ N, 94° 25′ 27,8″ W | Saline      | Bund         | Kiefernwald in der Nähe des Lake Winona; Teil des Ouachita National Forests.                    |
| 3 | Mammoth Spring                       |      | 1972       | 36° 29′ 52,1″ N, 91° 32′ 9,2″ W  | Fulton      | Staat        | Größte Quelle in Arkansas und unterirdisch mit dem Grand Gulf State Park in Missouri verbunden. |
| 4 | Roaring Branch Research Natural Area |      | 1976       | 34° 22′ 22,8″ N, 93° 58′ 40,8″ W | Polk        | Bund         | Steile Schlucht mit einem Primärwald im Ouachita National Forest.                               |
| 5 | White River Sugarberry Natural Area  |      | 1974       | 34° 21′ 0″ N, 91° 6′ 0″ W        | Desha       | Bund         | Urtümlicher Hartholz-Wald im White River National Wildlife Refuge.                              |